# Seznam českých jezdeckých soch

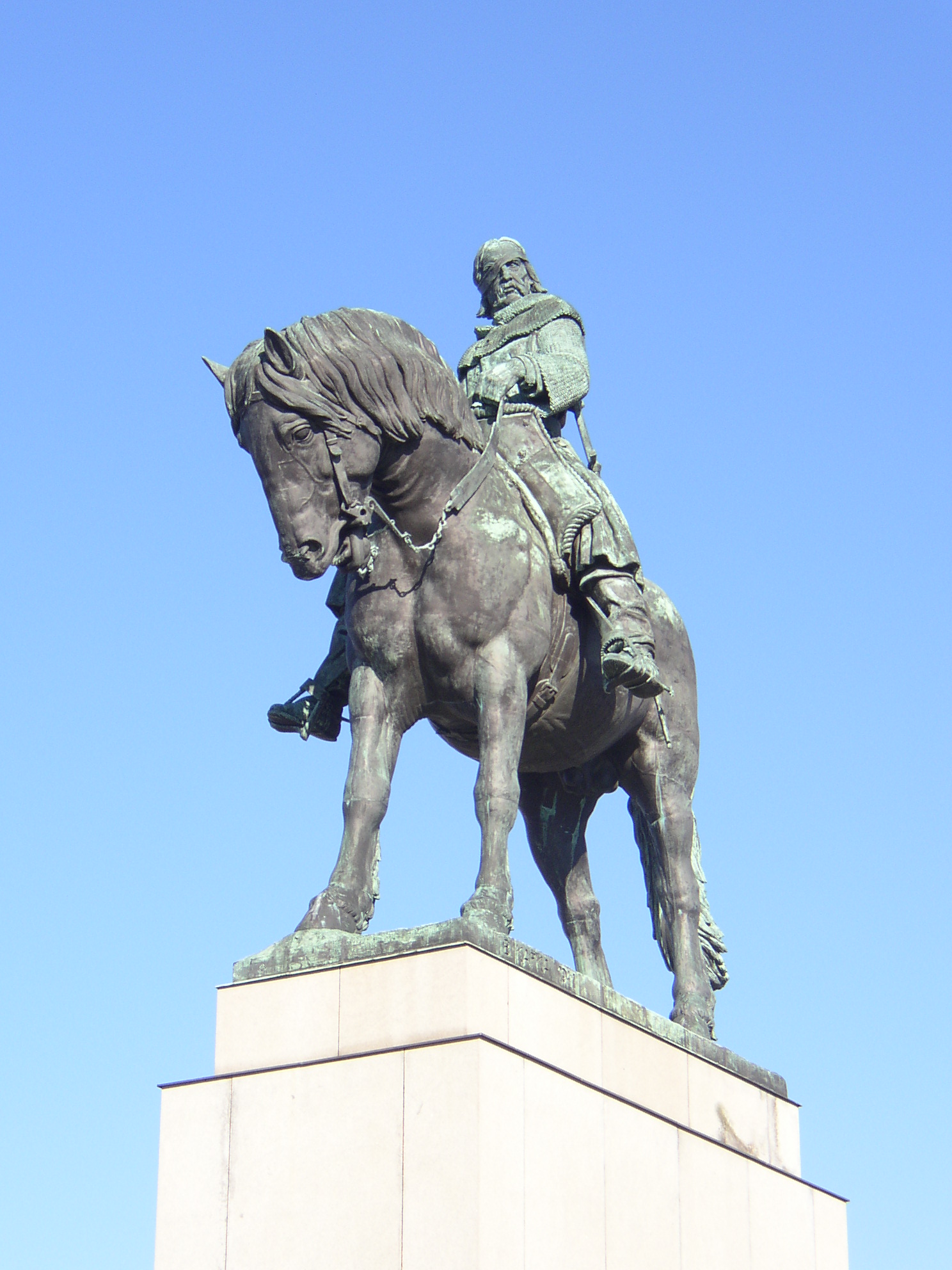
Jezdecká socha Jana Žižky z Trocnova a Kalicha na pražském Vítkově

Článek je primárně určen pro seznam existujících soch či sousoší, které znázorňují reálného člověka-jezdce na živém zvířeti, netýká se žádných vozíků, kočárů či povozů a dále také ani jiných smyšlených či neživých zvířat (včetně uměleckých parafrází či parodií na toto téma, viz sv. Václav na chcíplém koni v pasáži Paláce Lucerna apod.)

## Bechyně
- Jezdecká socha – sv. Martin, ve výklenku, Mlýn Na Prádle

## Brno
- Jezdecká socha – Jošt Moravský (Lucemburský) vysoká 8 m odhalena dne 28. října 2015 (v roce 2010 bylo výročí 600 let Joštovy volby Římským králem) na Moravském náměstí od Jaroslava Róny

## České Budějovice
- Jezdecká socha – Jan Žižka z Trocnova

## Františkovy lázně
- Jezdecká socha – Císař František I. (kopie pražské sochy)

## Kacanovy
- Jezdecká socha - sv. Jiří

## Karlovy Vary
- Jezdecká socha – baron Lutzov (Villa Lutzov)

## Keblice
- Jezdecká socha – pískovcová socha rudoarmějce se samopalem a šeříky na vzpínajícím se koni z roku 1960 u kaple sv. Václava od Karla Zentnera a jeho syna Miroslava Zentnera.

## Lány
- Jezdecká socha – T. G. Masaryk, před Muzeem T. G. Masaryka v Lánech, odhalena dne 6. března 2010

## Miletín
- Jezdecká socha - sv. Jiří
- Jezdecká socha - Pán na koni z dubového dřeva z roku 2010 od Michala Járy na naučné stezce Karla Jaromíra Erbena má evokovat baladu „Zlatý kolovrat“ a verše „Jede, jede z lesa pán“

## Neratovice

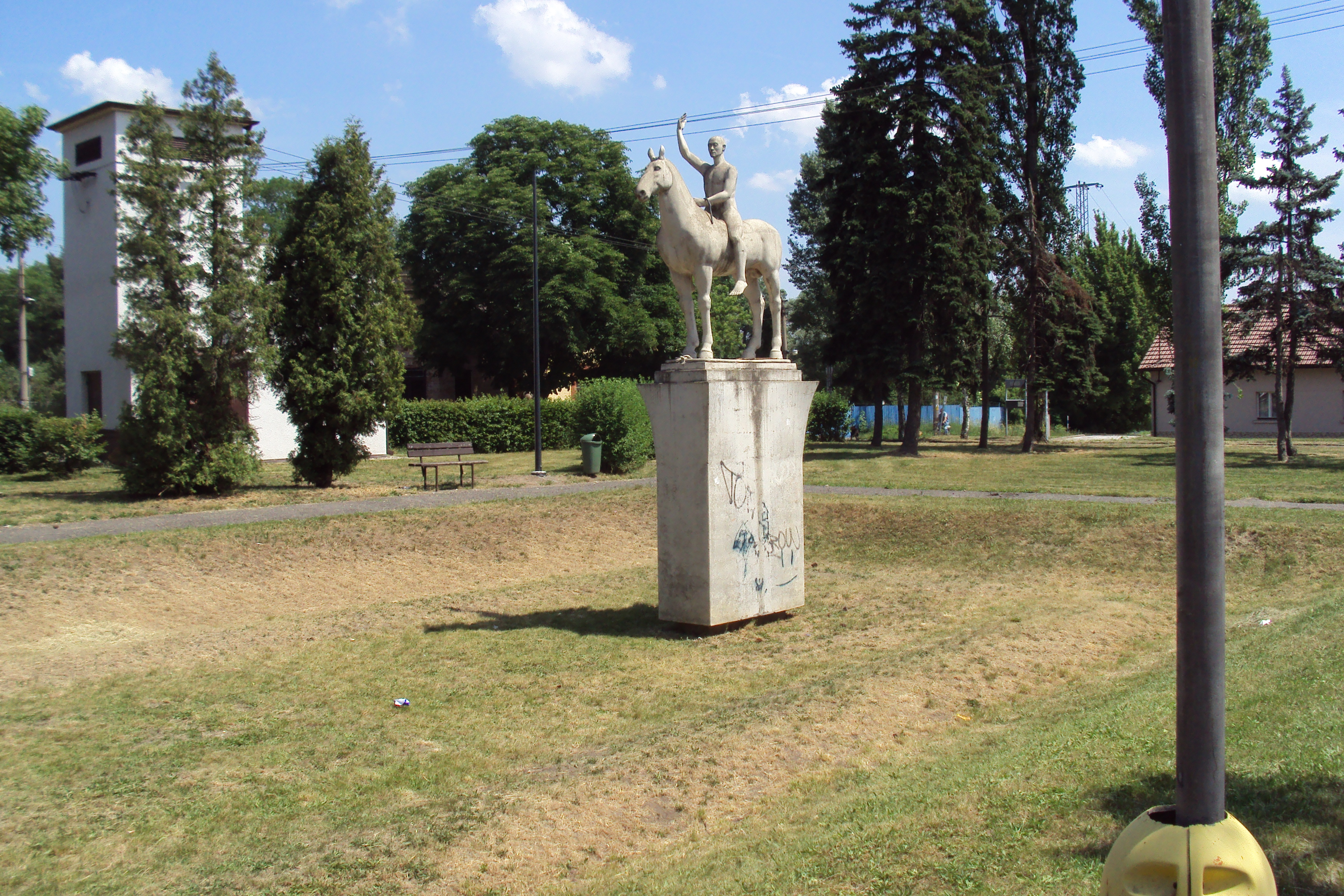
Socha v Neratovicích

- Jezdecká socha - jezdec (Kostomlatského sady)

## Nicov
- Jezdecká socha - sv. Martin, v oltáři kostela sv. Martina

## Olešnice
- Jezdecká socha – sv. Václav

## Olomouc
- Jezdecká socha – Caesar (kašna)

## Pardubice
- Menší bronzová socha Pomníku Fantoma a George Sayerse (prvních vítězů) u tribuny D, odhalená v roce 2010 při 120. ročníku Velké Pardubické. Poblíž jsou také mramorové desky se jmény vítězů, koní i jezdců.

## Poděbrady

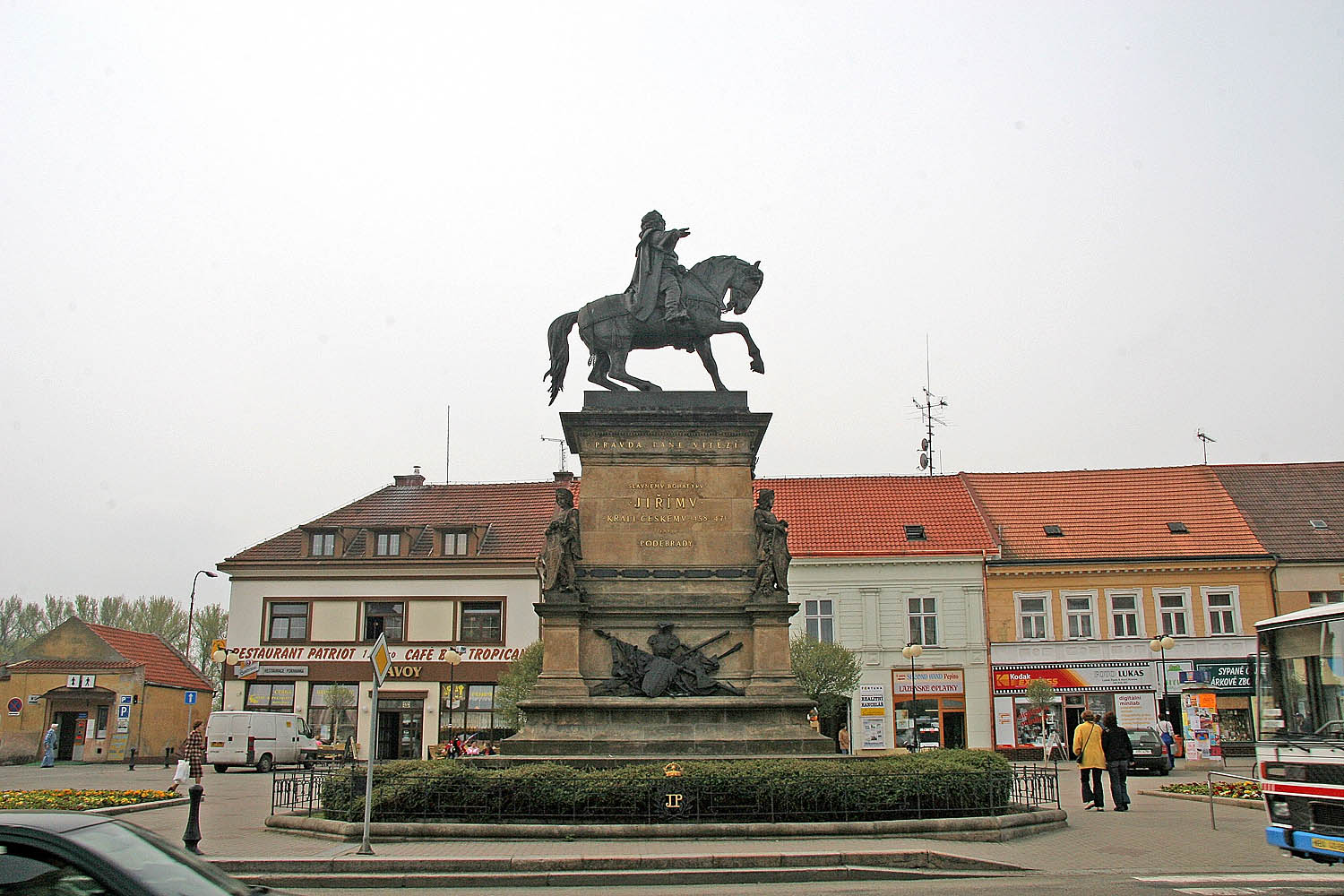
Socha krále Jiřího z Poděbrad na náměstí v Poděbradech

- Pomník krále Jiřího z Poděbrad – autor Bohuslav Schnirch

## Praha
- Pomník svatého Václava - Václavské náměstí – autor Josef Václav Myslbek
- Socha sv. Václava – Vyšehrad – (původně tato kamenná socha stála Václavském náměstí) – autor Jan Jiří Bendl
- Pomník Jana Žižky z Trocnova – Vítkov – autor Bohumil Kafka – (jedna z největších jezdeckých soch na světě)
- Socha svatého Jiří na Pražském hradě
- Krannerova kašna se sochou císaře Františka I. na Smetanově nábřeží
- Jezdecká socha Jaroslava Haška – Jaroslav Hašek na Žižkově
- Betonová socha Jana Žižky z Trocnova - Všenory (Praha Západ)

## Přibyslav
- Jezdecká socha – Jan Žižka z Trocnova (model jezdce k monumentu v Praze na Vítkově)

## Slavhostce
- Jezdecká socha – sv. Jiří

## Smečno
- Jezdecká socha - sv. Jiří

## Stožice
- Jezdecká socha – sv. Jiří v Libějovických Svobodných Horách

## Zbraslav
- Jezdecká socha – Sv. Václav (zámecký park - model k pomníku v Praze)